# パトリック・マギー
パトリック・マギー（Patrick Magee, 本名：Patrick George McGee、1922年3月31日 - 1982年8月14日）は、北アイルランドの俳優。
北アイルランド・アーマー出身。1964年にロイヤル・シェイクスピア・カンパニーに加入。1966年に「マルキ・ド・サドの演出のもとにシャラントン精神病院患者たちによって演じられたジャン＝ポール・マラーの迫害と暗殺」で第20回トニー賞演劇助演男優賞を受賞、映画・テレビドラマでも活躍した。
1982年8月14日、心筋梗塞のため死去。60歳。

## 主な出演作品
- コンクリート・ジャングル The Criminal (1960)
- 武器の報酬 A Prize of Arms (1962)
- ヤングレーサー The Young Racers (1963)
- 召使 The Servant  (1963)
- ディメンシャ13 Dementia 13 (1963)
- ズール戦争 Zulu (1964)
- 雨の午後の除霊祭 Seance on a Wet Afternoon (1964)
- 赤死病の仮面 The Masque of the Red Death (1964)
- がい骨 The Skull (1965)
- 襲い狂う呪い Die Monster Die! (1965)
- マルキ・ド・サドの演出のもとにシャラントン精神病院患者たちによって演じられたジャン＝ポール・マラーの迫害と暗殺 Marat/Sade (1967)
- アンツィオ大作戦 Lo sbarco di Anzio (1968)
- おとぼけハレハレ学園 Decline and Fall... of a Birdwatcher (1968)
- 誕生パーティー The Birthday Party (1968)
- 殺人美学 Hard Contract (1969)
- 或るスパイの運命 Destiny of a Spy (1969) テレビ映画
- クロムウェル Cromwell (1970)
- アドベンチャー You Can't Win 'Em All (1970)
- リア王 King Lear (1971)
- トロイアの女 The Trojan Women (1971)
- 時計じかけのオレンジ A Clockwork Orange (1971)
- 魔界からの招待状 Tales from the Crypt (1972)
- アサイラム・狂人病棟 Asylum (1972)
- 戦争と冒険 Young Winston (1972)
- スクリーミング/夜歩く手首 And Now the Screaming Starts! (1973)
- ダイヤモンド・コネクション Lady Ice (1973)
- ファイナル・プログラム/インプット完了メシア創造の瞬間 The Final Programme (1973)
- リア王 King Lear (1974) テレビドラマ
- シモーナ Simona (1974)
- バリー・リンドン Barry Lyndon (1975)
- テレフォン Telefon (1977)
- ブロンテ姉妹 Les soeurs Brontë (1979)
- ラフ・カット Rough Cut (1980)
- ルチオ・フルチの 恐怖! 黒猫 Gatto nero (1981)
- ホーク・ザ・スレイヤー/魔宮の覇者 Hawk the Slayer (1980)
- 炎のランナー Chariots of Fire (1981)
- ジキル博士と女たち/暴行魔ハイド Docteur Jekyll et les femmes (1981)